# Brian May (kompositör)
Brian May, född 28 juli 1934 i Adelaide, Australien, död 25 april 1997 i Melbourne, var en australisk kompositör och dirigent. Han var främst uppmärksammad för att ha komponerat filmmusiken till Mad Max (1979), samt till uppföljaren The Road Warrior (1981).